# Lumblija
Lumblija su hrvatska kulinarska slastica. Jelo su s otoka Korčule.

## Povijest
Nastao je u mjestu Blatu. Prema legendi, datira iz vremena Napoleonove vlasti. U toj priči bila je ljubav dvoje mladih francuskog vojnika pekara i mlade Blajke. Budući da su se s odlaskom francuske vojske morali rastati, svojoj je dragoj pekar darovao kolač uz riječi "n'oublie pas (ne zaboravi me)", a koje je ona, budući da nije znala francuski dobro, čula kao "lumblija". Prema Blaćanima, lumblija se sprema u njih od tada. Prema Velučanima, povijest lumblije seže u 13. stoljeće, u vrijeme bitke Marka Pola, u sukobu mletačke i genoveške flote. Tri su se galije po povratku iz bitke skrile u duboku uvalu s tri izvora, gdje ih je mjesni puk opskrbio svježom vodom i mirišljavim kruhom. Velolučani tvrde da je Vela Luka ta vrlo duboka uvala, što doista jest, te da Vela Luka ima tri izvora. Mirišljavi kruh bi trebala biti lumblija, jer ju se nosilo na brodove jer ima dugi rok trajanja. Povjesničar i arhivist voditelj Arhivskog sabirnog centra Korčula-Lastovo Tonko Barčot smatra da je lumblija u davna vremena bila svenazočna na Sredozemlju, i da se je zvala oblija. Ime je etimološki gledano dobila po oblom obliku. Kao i drugi običaji, dio je izumro, a ovaj se je sačuvao na Korčuli. Uvoz običaja može se datirati u 7. stoljeće kad je Katolička Crkva uvela svisvetske običaje.
U prošlosti se lumbliju kao obredni kruh darovalo kumovima i starijim članovima obitelji. Lumblija je slična lojenici s istočnog dijela Korčule, s kojom se gotovo preklapa s nadnevcima: lumblija pada u konac listopada, a lojenica na blagdan sv. Martina, odnosno početak studenoga.
Lumbliju se peče u doba sjećanja na najmilije, početkom studenoga, kad je Dušni dan. Time se povezala ljubavna priča i sa svakim sjećanjem na vezu s voljenom osobom.
U spomen na legendu se svake godine u Blatu, a u povodu Svih svetih i Dana župe Blato, na mjesnoj Plokati u okrilju blatske lože, blagoslivlja i degustira blatske lumblije. Također se održava tradicionalna manifestacija Dani blatske lumblije – izložba, degustacija i natječaj za najbolju lumbliju u organizaciji Turističke zajednice općine Blato. Izradu lumblije njeguje i Viteško udruženje Kumpanjija u svojoj sekciji prehrambenog folklora. Pripravljaju je za svoju tradicionalnu Kućnu zabavu koju održavaju koncem veljače.

## Sastojci
Izrađuje se od sastojaka koji se priprema i skuplja ljeti. Sastojci su bademi, orasi, suhice, naranča, limun i varenik ili prošek, šećer, maslac, maslinovo ulje, muškatni oraščić, klinčić, cimet, anis, sol. Lumblija je trajni kolač koji što je stariji, to je ukusniji.